# Élections législatives de 2022 en Moselle
Les élections législatives françaises de 2022 dans la Moselle se déroulent les 12 et 19 juin 2022. Dans le département, neuf députés sont à élire dans le cadre de neuf circonscriptions.

## Contexte

### Élections législatives de 2017
Les élections législatives de 2017 voient La République en marche remporter sept des neuf sièges à pourvoir dans le département avec un score de 50,09 % des voix au second tour, le Mouvement démocrate, lui, se voit remporter un siège avec 6,22 % des voix. Les Républicains, avec 21,40 % des voix, perdent trois de leurs quatre sièges dans le département, tandis que le Parti socialiste perd l'intégralité de ses sièges restant, soit quatre sièges.

### Élection présidentielle de 2022
| Circonscription | 1er tour | 1er tour | 1er tour | 1er tour | 1er tour  | 1er tour |         | 2d tour | 2d tour | 2d tour | 2d tour |
| Circonscription | Macron   | +/-      | Le Pen   | +/-      | Mélenchon | +/-      | Macron  | +/-     | Le Pen  | +/-     |         |
| --------------- | -------- | -------- | -------- | -------- | --------- | -------- | ------- | ------- | ------- | ------- | ------- |
| Circonscription |          |          |          |          |           |          |         |         |         |         |         |
| 1re             | 26,96 %  | 3,93     | 26,89 %  | 0,94     | 22,60 %   | 2,05     | 54,69 % | 6,83    | 45,31 % | 6,83    |         |
| 2e              | 31,01 %  | 6,77     | 24,15 %  | 1,09     | 19,20 %   | 2,11     | 59,21 % | 5,12    | 40,79 % | 5,12    |         |
| 3e              | 30,54 %  | 5,4      | 22,79 %  | 0,01     | 20,74 %   | 3,02     | 60,75 % | 5,27    | 39,25 % | 5,27    |         |
| 4e              | 23,63 %  | 6,23     | 36,56 %  | 2,85     | 12,81 %   | 0,11     | 42,6 %  | 6,58    | 57,36 % | 6,58    |         |
| 5e              | 24,33 %  | 5,74     | 35,96 %  | 3,26     | 13,14 %   | 0,42     | 43,44 % | 7,62    | 56,56 % | 7,62    |         |
| 6e              | 20,63 %  | 3,74     | 36,05 %  | 2,37     | 22,77 %   | 2,86     | 43,74 % | 7,62    | 56,26 % | 7,62    |         |
| 7e              | 21,97 %  | 3,89     | 36,31 %  | 2,71     | 18,03 %   | 1,08     | 42,2 %  | 7,53    | 57,75 % | 7,53    |         |
| 8e              | 21,97 %  | 1,86     | 31,44 %  | 3,25     | 25,58 %   | 0,43     | 47,8 %  | 10,6    | 52,19 % | 10,6    |         |
| 9e              | 31,61 %  | 6,69     | 26,89 %  | 3,99     | 17,44 %   | 0,21     | 58,07 % | 7,63    | 41,93 % | 7,63    |         |

## Système électoral
Les élections législatives ont lieu au scrutin uninominal majoritaire à deux tours dans des circonscriptions uninominales.
Est élu au premier tour le candidat qui réunit la majorité absolue des suffrages exprimés et un nombre de voix au moins égal au quart (25 %) des électeurs inscrits dans la circonscription. Si aucun des candidats ne satisfait ces conditions, un second tour est organisé entre les candidats ayant réuni un nombre de voix au moins égal à un huitième des inscrits (12,5 %) ; les deux candidats arrivés en tête du premier tour se maintiennent néanmoins par défaut si un seul ou aucun d'entre eux n'a atteint ce seuil. Au second tour, le candidat arrivé en tête est déclaré élu.
Le seuil de qualification basé sur un pourcentage du total des inscrits et non des suffrages exprimés rend plus difficile l'accès au second tour lorsque l'abstention est élevée. Le système permet en revanche l'accès au second tour de plus de deux candidats si plusieurs d'entre eux franchissent le seuil de 12,5 % des inscrits. Les candidats en lice au second tour peuvent ainsi être trois, un cas de figure appelé « triangulaire ». Les second tours où s'affrontent quatre candidats, appelés « quadrangulaire » sont également possibles, mais beaucoup plus rares.

### Partis et nuances
Les résultats des élections sont publiés en France par le ministère de l'Intérieur, qui classe les partis en leur attribuant des nuances politiques. Ces dernières sont décidées par les préfets, qui les attribuent indifféremment de l'étiquette politique déclarée par les candidats, qui peut être celle d'un parti ou une candidature sans étiquette.
En 2022, seules les coalitions Ensemble (ENS) et Nouvelle Union populaire écologique et sociale (NUP), ainsi que le Parti radical de gauche (RDG), l'Union des démocrates et indépendants (UDI), Les Républicains (LR), le Rassemblement national (RN) et Reconquête (REC) se voient attribuer  une nuance propre,,.
Tous les autres partis se voient attribuer l'une ou l'autre des nuances suivantes : DXG (divers extrême gauche), DVG (divers gauche), ECO (écologiste), REG (régionaliste), DVC (divers centre), DVD (divers droite), DSV (droite souverainiste) et DXD (divers extrême droite). Des partis comme Debout la France ou Lutte ouvrière ne disposent ainsi pas de nuance propre, et leurs résultats nationaux ne sont pas publiés séparément par le ministère, car mélangés avec d'autres partis (respectivement dans les nuances DSV et DXG),.

## Résultats

### Élus
| Circonscription | Député sortant    | Parti | Parti      | Groupe | Député élu ou réélu | Parti | Parti    | Groupe |
| --------------- | ----------------- | ----- | ---------- | ------ | ------------------- | ----- | -------- | ------ |
| 1re             | Belkhir Belhaddad |       | LREM       | LREM   | Belkhir Belhaddad   |       | LREM     | RE     |
| 2e              | Ludovic Mendes    |       | LREM       | LREM   | Ludovic Mendes      |       | LREM     | RE     |
| 3e              | Richard Lioger    |       | LREM       | LREM   | Charlotte Leduc     |       | LFI      | LFI    |
| 4e              | Fabien Di Filippo |       | LR         | LR     | Fabien Di Filippo   |       | LR       | LR     |
| 5e              | Nicole Trisse     |       | LREM       | LREM   | Vincent Seitlinger  |       | LR       | LR     |
| 6e              | Christophe Arend  |       | LREM - TdP | LREM   | Kevin Pfeffer       |       | RN       | RN     |
| 7e              | Hélène Zannier    |       | LREM       | LREM   | Alexandre Loubet    |       | LAF - RN | RN     |
| 8e              | Brahim Hammouche  |       | MoDem      | MoDem  | Laurent Jacobelli   |       | RN       | RN     |
| 9e              | Isabelle Rauch    |       | LREM       | LREM   | Isabelle Rauch      |       | Horizons | HOR    |

### Résultats à l'échelle du département

#### Résultats par coalition
| Parti et coalition                                           | Parti et coalition                                           | Parti et coalition                             | Premier tour | Premier tour | Premier tour | Second tour   | Second tour   | Second tour | Total Sièges  | +/-           |  |
| Parti et coalition                                           | Parti et coalition                                           | Parti et coalition                             | Voix         | %            | Sièges       | Voix          | %             | Sièges      | Total Sièges  | +/-           |  |
| ------------------------------------------------------------ | ------------------------------------------------------------ | ---------------------------------------------- | ------------ | ------------ | ------------ | ------------- | ------------- | ----------- | ------------- | ------------- |  |
|                                                              |                                                              | Rassemblement national (RN)                    | 64 961       | 21,52        | 0            | 77 329        | 28,59         | 2           | 2             | 2             |  |
|                                                              | L'Avenir français - Rassemblement national (LAF - RN)        | 12 018                                         | 3,98         | 0            | 18 424       | 6,81          | 1             | 1           | Nv            |               |  |
| Total Rassemblement national et alliés (RN)                  | Total Rassemblement national et alliés (RN)                  | 76 979                                         | 25,51        | 0            | 95 753       | 35,40         | 3             | 3           | 3             |               |  |
|                                                              |                                                              | La République en marche (LREM)                 | 41 815       | 13,86        | 0            | 58 472        | 21,62         | 2           | 2             | 5             |  |
|                                                              | Horizons (H)                                                 | 13 406                                         | 4,44         | 0            | 20 048       | 7,41          | 1             | 1           | Nv            |               |  |
|                                                              | Mouvement démocrate (MoDem)                                  | 12 429                                         | 4,12         | 0            |              |               |               | 0           | 1             |               |  |
| Total Ensemble (ENS)                                         | Total Ensemble (ENS)                                         | 67 650                                         | 22,42        | 0            | 78 520       | 29,03         | 3             | 3           | 5             |               |  |
|                                                              |                                                              | La France insoumise (LFI)                      | 41 055       | 13,60        | 0            | 40 734        | 15,06         | 1           | 1             | 1             |  |
|                                                              | Parti socialiste (PS)                                        | 9 126                                          | 3,02         | 0            | 16 386       | 6,06          | 0             | 0           | en stagnation |               |  |
|                                                              | Europe Écologie Les Verts (EELV)                             | 7 013                                          | 2,32         | 0            |              |               |               | 0           | en stagnation |               |  |
|                                                              | Parti communiste français (PCF)                              | 4 912                                          | 1,63         | 0            | 0            | en stagnation |               |             |               |               |  |
| Total Nouvelle Union populaire écologique et sociale (NUPES) | Total Nouvelle Union populaire écologique et sociale (NUPES) | 62 106                                         | 20,58        | 0            | 57 120       | 21,12         | 1             | 1           | 1             |               |  |
|                                                              |                                                              | Les Républicains (LR)                          | 44 848       | 14,86        | 0            | 39 068        | 14,44         | 2           | 2             | 1             |  |
|                                                              | Les Centristes (LC)                                          | 3 550                                          | 1,18         | 0            |              |               |               | 0           | Nv            |               |  |
| Total Union de la droite et du centre (UDC)                  | Total Union de la droite et du centre (UDC)                  | 48 398                                         | 16,04        | 0            | 39 068       | 14,44         | 2             | 2           | 1             |               |  |
|                                                              |                                                              | Reconquête (REC)                               | 9 239        | 3,06         | 0            |               |               |             | 0             | Nv            |  |
|                                                              | Centre national des indépendants et paysans (CNIP)           | 2 976                                          | 0,99         | 0            | 0            | Nv            |               |             |               |               |  |
| Total Reconquête et alliés (REC)                             | Total Reconquête et alliés (REC)                             | 12 215                                         | 4,05         | 0            | 0            | Nv            |               |             |               |               |  |
|                                                              |                                                              | Les Patriotes (LP)                             | 3 392        | 1,12         | 0            | 0             | Nv            |             |               |               |  |
|                                                              | Debout la France (DLF)                                       | 2 333                                          | 0,77         | 0            | 0            | en stagnation |               |             |               |               |  |
| Total Union pour la France (UPF)                             | Total Union pour la France (UPF)                             | 5 725                                          | 1,90         | 0            | 0            | en stagnation |               |             |               |               |  |
|                                                              | Dissidents NUPES                                             | Dissidents NUPES                               | 4 971        | 1,65         | 0            | 0             | Nv            |             |               |               |  |
|                                                              | Dissidents Ensemble                                          | Dissidents Ensemble                            | 4 540        | 1,50         | 0            | 0             | Nv            |             |               |               |  |
|                                                              | Lutte ouvrière (LO)                                          | Lutte ouvrière (LO)                            | 3 365        | 1,11         | 0            | 0             | en stagnation |             |               |               |  |
|                                                              | Parti animaliste (PA)                                        | Parti animaliste (PA)                          | 2 321        | 0,77         | 0            | 0             | en stagnation |             |               |               |  |
|                                                              |                                                              | Les Radicaux de gauche (LRDG)                  | 1 435        | 0,48         | 0            | 0             | Nv            |             |               |               |  |
|                                                              | Gauche républicaine et socialiste (GRS)                      | 701                                            | 0,23         | 0            | 0            | Nv            |               |             |               |               |  |
| Total Fédération de la gauche républicaine (FGR)             | Total Fédération de la gauche républicaine (FGR)             | 2 136                                          | 0,71         | 0            | 0            | Nv            |               |             |               |               |  |
|                                                              |                                                              | Alliance centriste (AC)                        | 1 662        | 0,55         | 0            | 0             | Nv            |             |               |               |  |
| Total Les écologistes avec la majorité présidentielle (ÉMP)  | Total Les écologistes avec la majorité présidentielle (ÉMP)  | 1 662                                          | 0,55         | 0            | 0            | Nv            |               |             |               |               |  |
|                                                              | Écologie au centre (EAC)                                     | Écologie au centre (EAC)                       | 909          | 0,30         | 0            | 0             | Nv            |             |               |               |  |
|                                                              | Ensemble pour les libertés (EPL)                             | Ensemble pour les libertés (EPL)               | 670          | 0,22         | 0            | 0             | Nv            |             |               |               |  |
|                                                              | Parti ouvrier indépendant démocratique (POID)                | Parti ouvrier indépendant démocratique (POID)  | 593          | 0,20         | 0            | 0             | en stagnation |             |               |               |  |
|                                                              |                                                              | Parti lorrain (PL)                             | 335          | 0,11         | 0            | 0             | en stagnation |             |               |               |  |
| Total Pays unis (PU)                                         | Total Pays unis (PU)                                         | 335                                            | 0,11         | 0            | 0            | en stagnation |               |             |               |               |  |
|                                                              | Union des démocrates musulmans français (UDMF)               | Union des démocrates musulmans français (UDMF) | 241          | 0,08         | 0            | 0             | Nv            |             |               |               |  |
|                                                              |                                                              | République souveraine (RS)                     | 169          | 0,06         | 0            | 0             | Nv            |             |               |               |  |
| Total La Raison du peuple (LRDP)                             | Total La Raison du peuple (LRDP)                             | 169                                            | 0,06         | 0            | 0            | Nv            |               |             |               |               |  |
|                                                              | Dissidents Nouveau Parti anticapitaliste                     | Dissidents Nouveau Parti anticapitaliste       | 68           | 0,02         | 0            | 0             | Nv            |             |               |               |  |
|                                                              | Autres partis                                                | Autres partis                                  | 2 800        | 0,93         | 0            | 0             | en stagnation |             |               |               |  |
|                                                              | Sans étiquette (SE)                                          | Sans étiquette (SE)                            | 3 950        | 1,31         | 0            | 0             | en stagnation |             |               |               |  |
|                                                              |                                                              |                                                |              |              |              |               |               |             |               |               |  |
| Suffrages exprimés                                           | Suffrages exprimés                                           | Suffrages exprimés                             | 301 803      | 97,91        |              | 270 461       | 91,82         |             |               |               |  |
| Votes blancs                                                 | Votes blancs                                                 | Votes blancs                                   | 4 864        | 1,58         | 19 181       | 6,51          |               |             |               |               |  |
| Votes nuls                                                   | Votes nuls                                                   | Votes nuls                                     | 1 544        | 0,50         | 4 929        | 1,67          |               |             |               |               |  |
| Total                                                        | Total                                                        | Total                                          | 308 211      | 100          | 0            | 294 571       | 100           | 9           | 9             | en stagnation |  |
| Abstentions                                                  | Abstentions                                                  | Abstentions                                    | 439 550      | 58,78        |              | 453 347       | 60,61         |             |               |               |  |
| Inscrits/Participation                                       | Inscrits/Participation                                       | Inscrits/Participation                         | 747 761      | 41,22        | 747 918      | 39,39         |               |             |               |               |  |

#### Résultats par nuance
| Nuance                 | Nuance                                         | Nuance                 | Premier tour | Premier tour | Premier tour | Second tour | Second tour   | Second tour | Total Sièges | +/-           |
| Nuance                 | Nuance                                         | Nuance                 | Voix         | %            | Sièges       | Voix        | %             | Sièges      | Total Sièges | +/-           |
| ---------------------- | ---------------------------------------------- | ---------------------- | ------------ | ------------ | ------------ | ----------- | ------------- | ----------- | ------------ | ------------- |
|                        | Rassemblement national                         | RN                     | 76 979       | 25,51        | 0            | 95 753      | 35,40         | 3           | 3            | 3             |
|                        | Ensemble !                                     | ENS                    | 67 650       | 22,42        | 0            | 78 520      | 29,03         | 3           | 3            | 5             |
|                        | Nouvelle Union populaire écologique et sociale | NUP                    | 62 106       | 20,58        | 0            | 57 120      | 21,12         | 1           | 1            | 1             |
|                        | Les Républicains                               | LR                     | 44 848       | 14,86        | 0            | 39 068      | 14,44         | 2           | 2            | 1             |
|                        | Reconquête                                     | REC                    | 12 215       | 4,05         | 0            |             |               |             | 0            | Nv            |
|                        | Divers gauche                                  | DVG                    | 9 240        | 3,06         | 0            | 0           | en stagnation |             |              |               |
|                        | Divers centre                                  | DVC                    | 7 132        | 2,36         | 0            | 0           | Nv            |             |              |               |
|                        | Droite souverainiste                           | DSV                    | 5 894        | 1,95         | 0            | 0           | en stagnation |             |              |               |
|                        | Divers droite                                  | DVD                    | 5 128        | 1,70         | 0            | 0           | en stagnation |             |              |               |
|                        | Divers extrême gauche                          | DXG                    | 4 026        | 1,33         | 0            | 0           | en stagnation |             |              |               |
|                        | Écologiste                                     | ECO                    | 3 565        | 1,18         | 0            | 0           | en stagnation |             |              |               |
|                        | Divers                                         | DIV                    | 1 585        | 0,53         | 0            | 0           | en stagnation |             |              |               |
|                        | Parti radical de gauche                        | RDG                    | 1 435        | 0,48         | 0            | 0           | Nv            |             |              |               |
|                        |                                                |                        |              |              |              |             |               |             |              |               |
| Suffrages exprimés     | Suffrages exprimés                             | Suffrages exprimés     | 301 803      | 97,91        |              | 270 461     | 91,82         |             |              |               |
| Votes blancs           | Votes blancs                                   | Votes blancs           | 4 864        | 1,58         | 19 181       | 6,51        |               |             |              |               |
| Votes nuls             | Votes nuls                                     | Votes nuls             | 1 544        | 0,50         | 4 929        | 1,67        |               |             |              |               |
| Total                  | Total                                          | Total                  | 308 211      | 100          | 0            | 294 571     | 100           | 9           | 9            | en stagnation |
| Abstentions            | Abstentions                                    | Abstentions            | 439 550      | 58,78        |              | 453 347     | 60,61         |             |              |               |
| Inscrits/Participation | Inscrits/Participation                         | Inscrits/Participation | 747 761      | 41,22        | 747 918      | 39,39       |               |             |              |               |

### Cartes

Nuance politique des candidats arrivés en tête dans chaque commune au 1er tour.
Nuance politique des candidats arrivés en tête dans chaque commune au 2e tour.

### Analyse
Cinq ans après avoir remporté huit des neuf circonscriptions du département, la majorité présidentielle recule principalement au profit du RN et dans une moindre mesure des LR et de la NUPES. Un recul local qui s'inscrit dans une tendance de recul au niveau national. Dans un département ou Marine le Pen a remporté cinq des neufs circonscriptions au second tour, le Rassemblement national parvient à obtenir des députés pour la première fois depuis 1986, raflant trois des cinq circonscriptions gagnés par Marine le Pen. Les deux autres circonscriptions sont remportés par les Républicains, qui bénéficient de leur ancrage local, notamment Fabien Di Filippo qui l'emporte largement dans la quatrième circonscription, ou Marine le Pen s'était imposé avec 57,4 % des voix à la présidentielle. Les quatre autres circonscriptions ayant votés pour Emmanuel Macron au second tour, sont pour la plupart remportés par le parti présidentielle, à l'exception de la troisième circonscription ou la candidate NUPES Charlotte Leduc l'emporte, faisant d'elle la seule élue de gauche du département. Dans cette circonscription ou Emmanuel Macron a réalisé 30 % des voix au premier tour et où Jean-Luc Mélenchon n'était arrivé que troisième, la candidate a bénéficié de l'alliance des forces de gauche lui garantissant un accès au second tour, et de la division des forces macronistes, entre l'ancienne députée Les Républicains de la circonscription Marie-Jo Zimmerman, passée chez le parti Horizons de l'ancien premier ministre Édouard Philippe, et le députés LREM sortant Richard Lioger, bénéficiant du soutien officiel de la coalition présidentielle Ensemble. Cette division provoque un duel entre le RN et la NUPES, remporté finalement par la NUPES. La victoire de la gauche est historique pour cette circonscription qui était représenté depuis sa création en 1988 par la droite, sans interruption.

### Résultats par circonscription

#### Première circonscription
Député sortant : Belkhir Belhaddad (La République en marche).
| Candidat                 | Candidat                 | Parti et coalition       | Nuance                   | Premier tour | Premier tour | Second tour | Second tour |
| Candidat                 | Candidat                 | Parti et coalition       | Nuance                   | Voix         | %            | Voix        | %           |
| ------------------------ | ------------------------ | ------------------------ | ------------------------ | ------------ | ------------ | ----------- | ----------- |
|                          | Grégoire Laloux          | RN                       | RN                       | 9 385        | 25,37        | 15 184      | 46,41       |
|                          | Belkhir Belhaddad        | LREM (ENS)               | ENS                      | 9 023        | 24,40        | 17 532      | 53,59       |
|                          | Esther Leick             | LFI (NUPES)              | NUP                      | 8 714        | 23,56        |             |             |
|                          | Malou Kuntz              | LR (UDC)                 | LR                       | 4 022        | 10,87        |             |             |
|                          | Yoan Hadadi              | PS diss.                 | DVG                      | 1 580        | 4,27         |             |             |
|                          | Rebecca Konarski         | REC                      | REC                      | 1 580        | 4,27         |             |             |
|                          | Camal Kadri              | EAC                      | ECO                      | 909          | 2,46         |             |             |
|                          | Abderrahmane Bouhenna    | GRS (FGR)                | DVG                      | 701          | 1,90         |             |             |
|                          | Christèle Rousse         | LP (UPF)                 | DSV                      | 562          | 1,52         |             |             |
|                          | Didier Georget           | LO                       | DXG                      | 457          | 1,24         |             |             |
|                          | Jessy Fricheteau         | UDMF                     | DVG                      | 54           | 0,15         |             |             |
|                          |                          |                          |                          |              |              |             |             |
| Votes valides            | Votes valides            | Votes valides            | Votes valides            | 36 987       | 97,90        | 32 716      | 91,34       |
| Votes blancs             | Votes blancs             | Votes blancs             | Votes blancs             | 585          | 1,55         | 2 459       | 6,87        |
| Votes nuls               | Votes nuls               | Votes nuls               | Votes nuls               | 208          | 0,55         | 643         | 1,80        |
| Total                    | Total                    | Total                    | Total                    | 37 780       | 100          | 35 818      | 100         |
| Abstention               | Abstention               | Abstention               | Abstention               | 55 249       | 59,39        | 57 228      | 61,51       |
| Inscrits / participation | Inscrits / participation | Inscrits / participation | Inscrits / participation | 93 029       | 40,61        | 93 046      | 38,49       |

#### Deuxième circonscription
Député sortant : Ludovic Mendes (La République en marche).
| Candidat                 | Candidat                 | Parti et coalition       | Nuance                   | Premier tour | Premier tour | Second tour | Second tour |
| Candidat                 | Candidat                 | Parti et coalition       | Nuance                   | Voix         | %            | Voix        | %           |
| ------------------------ | ------------------------ | ------------------------ | ------------------------ | ------------ | ------------ | ----------- | ----------- |
|                          | Ludovic Mendes           | LREM (ENS)               | ENS                      | 8 005        | 23,88        | 16 764      | 56,41       |
|                          | Lisa Lahore              | LFI (NUPES)              | NUP                      | 7 188        | 21,44        | 12 952      | 43,59       |
|                          | Olivier Bauchat          | RN                       | RN                       | 6 871        | 20,49        |             |             |
|                          | Thierry Hory             | LR (UDC)                 | LR                       | 4 852        | 14,47        |             |             |
|                          | Raphaël Pitti            | EC                       | DVG                      | 2 800        | 8,35         |             |             |
|                          | Martine Mauser           | REC                      | REC                      | 1 350        | 4,03         |             |             |
|                          | Jean-Jacques Kurth       | PS diss.                 | DVG                      | 955          | 2,85         |             |             |
|                          | Quentin Teixeira         | PA                       | ECO                      | 454          | 1,35         |             |             |
|                          | Jean-François Jacques    | DLF (UPF)                | DSV                      | 413          | 1,23         |             |             |
|                          | Mario Rinaldi            | LO                       | DXG                      | 235          | 0,70         |             |             |
|                          | Aurélie Contal           | PL (PU)                  | ECO                      | 162          | 0,48         |             |             |
|                          | Sandrine Said            | SE                       | DIV                      | 133          | 0,40         |             |             |
|                          | Nadia El Barnoussi       | UDMF                     | DVG                      | 108          | 0,32         |             |             |
|                          |                          |                          |                          |              |              |             |             |
| Votes valides            | Votes valides            | Votes valides            | Votes valides            | 33 526       | 98,08        | 29 716      | 90,64       |
| Votes blancs             | Votes blancs             | Votes blancs             | Votes blancs             | 512          | 1,50         | 2 349       | 7,17        |
| Votes nuls               | Votes nuls               | Votes nuls               | Votes nuls               | 145          | 0,42         | 719         | 2,19        |
| Total                    | Total                    | Total                    | Total                    | 34 183       | 100          | 32 784      | 100         |
| Abstention               | Abstention               | Abstention               | Abstention               | 42 043       | 55,16        | 43 457      | 57,00       |
| Inscrits / participation | Inscrits / participation | Inscrits / participation | Inscrits / participation | 76 226       | 44,84        | 76 241      | 43,00       |

#### Troisième circonscription
Député sortant : Richard Lioger (La République en marche).
| Candidat                 | Candidat                 | Parti et coalition       | Nuance                   | Premier tour | Premier tour | Second tour | Second tour |
| Candidat                 | Candidat                 | Parti et coalition       | Nuance                   | Voix         | %            | Voix        | %           |
| ------------------------ | ------------------------ | ------------------------ | ------------------------ | ------------ | ------------ | ----------- | ----------- |
|                          | Charlotte Leduc          | LFI (NUPES)              | NUP                      | 8 178        | 24,27        | 14 012      | 51,46       |
|                          | Françoise Grolet         | RN                       | RN                       | 6 192        | 18,37        | 13 215      | 48,54       |
|                          | Richard Lioger           | LREM (ENS)               | ENS                      | 5 012        | 14,87        |             |             |
|                          | Marie-Jo Zimmermann      | H diss.                  | DVC                      | 4 540        | 13,47        |             |             |
|                          | Nathalie Colin-Oesterlé  | LC (UDC)                 | DVD                      | 3 550        | 10,53        |             |             |
|                          | Éric Gulino              | PS diss.                 | DVG                      | 1 745        | 5,18         |             |             |
|                          | Anne-Catherine Leucart,  | AC (ÉMP)                 | DVC                      | 1 662        | 4,93         |             |             |
|                          | Christian Bemer          | REC                      | REC                      | 1 375        | 4,08         |             |             |
|                          | Roxane Jurion            | PA                       | ECO                      | 563          | 1,67         |             |             |
|                          | Marlène Wagner           | LP (UPF)                 | DSV                      | 397          | 1,17         |             |             |
|                          | Étienne Hodara           | LO                       | DXG                      | 211          | 0,63         |             |             |
|                          | Marie-Jeanne Becht       | POID                     | DXG                      | 114          | 0,34         |             |             |
|                          | Bernard Carrara          | SE                       | DIV                      | 92           | 0,27         |             |             |
|                          | Gaël Diaferia            | NPA diss.                | DXG                      | 68           | 0,20         |             |             |
|                          |                          |                          |                          |              |              |             |             |
| Votes valides            | Votes valides            | Votes valides            | Votes valides            | 33 699       | 98,27        | 27 227      | 84,09       |
| Votes blancs             | Votes blancs             | Votes blancs             | Votes blancs             | 443          | 1,29         | 4 310       | 13,31       |
| Votes nuls               | Votes nuls               | Votes nuls               | Votes nuls               | 149          | 0,43         | 843         | 2,60        |
| Total                    | Total                    | Total                    | Total                    | 34 291       | 100          | 32 380      | 100         |
| Abstention               | Abstention               | Abstention               | Abstention               | 41 568       | 54,80        | 43 502      | 57,33       |
| Inscrits / participation | Inscrits / participation | Inscrits / participation | Inscrits / participation | 75 859       | 45,20        | 75 882      | 42,67       |

#### Quatrième circonscription
Député sortant : Fabien Di Filippo (Les Républicains).
| Candidat                 | Candidat                 | Parti et coalition       | Nuance                   | Premier tour | Premier tour | Second tour | Second tour |
| Candidat                 | Candidat                 | Parti et coalition       | Nuance                   | Voix         | %            | Voix        | %           |
| ------------------------ | ------------------------ | ------------------------ | ------------------------ | ------------ | ------------ | ----------- | ----------- |
|                          | Fabien Di Filippo        | LR (UDC)                 | LR                       | 17 014       | 45,98        | 22 655      | 69,30       |
|                          | Michel Rambour           | RN                       | RN                       | 7 853        | 21,22        | 10 038      | 30,70       |
|                          | Émilie Crenner           | MoDem (ENS)              | ENS                      | 4 974        | 13,44        |             |             |
|                          | Hélène Girardot          | PCF (NUPES)              | NUP                      | 4 912        | 13,28        |             |             |
|                          | Chloé Konarski           | CNIP                     | REC                      | 1 158        | 3,13         |             |             |
|                          | Éric Vilain              | LP (UPF)                 | DSV                      | 568          | 1,54         |             |             |
|                          | Marc Baud-Berthier       | LO                       | DXG                      | 354          | 0,96         |             |             |
|                          | Antonin Van Der Straeten | RS (LRDP)                | DSV                      | 169          | 0,46         |             |             |
|                          |                          |                          |                          |              |              |             |             |
| Votes valides            | Votes valides            | Votes valides            | Votes valides            | 37 002       | 98,21        | 32 693      | 94,93       |
| Votes blancs             | Votes blancs             | Votes blancs             | Votes blancs             | 537          | 1,43         | 1 407       | 4,09        |
| Votes nuls               | Votes nuls               | Votes nuls               | Votes nuls               | 139          | 0,37         | 338         | 0,98        |
| Total                    | Total                    | Total                    | Total                    | 37 678       | 100          | 34 438      | 100         |
| Abstention               | Abstention               | Abstention               | Abstention               | 43 316       | 53,48        | 46 555      | 57,48       |
| Inscrits / participation | Inscrits / participation | Inscrits / participation | Inscrits / participation | 80 994       | 46,52        | 80 993      | 42,52       |

#### Cinquième circonscription
Députée sortante : Nicole Trisse (La République en marche).
| Candidat                 | Candidat                 | Parti et coalition       | Nuance                   | Premier tour | Premier tour | Second tour | Second tour |
| Candidat                 | Candidat                 | Parti et coalition       | Nuance                   | Voix         | %            | Voix        | %           |
| ------------------------ | ------------------------ | ------------------------ | ------------------------ | ------------ | ------------ | ----------- | ----------- |
|                          | Marie-Claude Voinçon     | RN                       | RN                       | 7 498        | 25,88        | 11 348      | 40,88       |
|                          | Vincent Seitlinger       | LR (UDC)                 | LR                       | 7 108        | 24,53        | 16 413      | 59,12       |
|                          | Nicole Trisse            | LREM (ENS)               | ENS                      | 6 802        | 23,48        |             |             |
|                          | Caroline Racine          | LFI (NUPES)              | NUP                      | 4 216        | 14,55        |             |             |
|                          | Sabrina Sellini          | REC                      | REC                      | 1 354        | 4,67         |             |             |
|                          | François Bourbeau        | SE                       | DVC                      | 930          | 3,21         |             |             |
|                          | Brigitte Toussaint       | DLF (UPF)                | DSV                      | 589          | 2,03         |             |             |
|                          | Sébastien Ollier         | LO                       | DXG                      | 474          | 1,64         |             |             |
|                          |                          |                          |                          |              |              |             |             |
| Votes valides            | Votes valides            | Votes valides            | Votes valides            | 28 971       | 97,68        | 27 761      | 95,11       |
| Votes blancs             | Votes blancs             | Votes blancs             | Votes blancs             | 509          | 1,72         | 1 059       | 3,63        |
| Votes nuls               | Votes nuls               | Votes nuls               | Votes nuls               | 180          | 0,61         | 367         | 1,26        |
| Total                    | Total                    | Total                    | Total                    | 29 660       | 100          | 29 187      | 100         |
| Abstention               | Abstention               | Abstention               | Abstention               | 42 765       | 59,05        | 43 251      | 59,71       |
| Inscrits / participation | Inscrits / participation | Inscrits / participation | Inscrits / participation | 72 425       | 40,95        | 72 438      | 40,29       |

#### Sixième circonscription
Député sortant : Christophe Arend (La République en marche - Territoires de progrès).
| Candidat                 | Candidat                 | Parti et coalition       | Nuance                   | Premier tour | Premier tour | Second tour | Second tour |
| Candidat                 | Candidat                 | Parti et coalition       | Nuance                   | Voix         | %            | Voix        | %           |
| ------------------------ | ------------------------ | ------------------------ | ------------------------ | ------------ | ------------ | ----------- | ----------- |
|                          | Kévin Pfeffer            | RN                       | RN                       | 7 077        | 30,58        | 12 368      | 56,96       |
|                          | Christophe Arend         | LREM - TdP (ENS)         | ENS                      | 5 122        | 22,13        | 9 347       | 43,04       |
|                          | Jonathan Outomuro        | LFI (NUPES)              | NUP                      | 4 009        | 17,32        |             |             |
|                          | Marc Friedrich           | LR (UDC)                 | LR                       | 2 263        | 9,78         |             |             |
|                          | Éric Diligent            | REC                      | REC                      | 1 085        | 4,69         |             |             |
|                          | Florian Philippot        | LP (UPF)                 | DSV                      | 1 069        | 4,62         |             |             |
|                          | Anthony Thiel            | PS diss.                 | DVG                      | 691          | 2,99         |             |             |
|                          | Monique Greff Ostermann  | SE                       | DIV                      | 575          | 2,48         |             |             |
|                          | Abdel Askal              | SE                       | DVG                      | 527          | 2,28         |             |             |
|                          | Lola Legrand             | LO                       | DXG                      | 285          | 1,23         |             |             |
|                          | Christophe Mouynet       | EPL                      | DIV                      | 246          | 1,06         |             |             |
|                          | Ludovic Massing          | SE                       | DIV                      | 115          | 0,50         |             |             |
|                          | Saliha Aït               | UDMF                     | DVG                      | 79           | 0,34         |             |             |
|                          |                          |                          |                          |              |              |             |             |
| Votes valides            | Votes valides            | Votes valides            | Votes valides            | 23 143       | 97,76        | 21 715      | 94,09       |
| Votes blancs             | Votes blancs             | Votes blancs             | Votes blancs             | 369          | 1,56         | 1 128       | 4,89        |
| Votes nuls               | Votes nuls               | Votes nuls               | Votes nuls               | 161          | 0,68         | 237         | 1,03        |
| Total                    | Total                    | Total                    | Total                    | 23 673       | 100          | 23 080      | 100         |
| Abstention               | Abstention               | Abstention               | Abstention               | 43 212       | 64,61        | 43 824      | 65,50       |
| Inscrits / participation | Inscrits / participation | Inscrits / participation | Inscrits / participation | 66 885       | 35,39        | 66 904      | 34,50       |

#### Septième circonscription
Députée sortante : Hélène Zannier (La République en marche).
| Candidat                 | Candidat                 | Parti et coalition       | Nuance                   | Premier tour | Premier tour | Second tour | Second tour |
| Candidat                 | Candidat                 | Parti et coalition       | Nuance                   | Voix         | %            | Voix        | %           |
| ------------------------ | ------------------------ | ------------------------ | ------------------------ | ------------ | ------------ | ----------- | ----------- |
|                          | Alexandre Loubet         | LAF - RN                 | RN                       | 12 018       | 33,80        | 18 424      | 55,41       |
|                          | Hélène Zannier           | LREM (ENS)               | ENS                      | 7 851        | 22,08        | 14 829      | 44,59       |
|                          | Luc Muller               | EELV (NUPES)             | NUP                      | 7 013        | 19,72        |             |             |
|                          | Anne Boucher             | LR (UDC)                 | LR                       | 5 671        | 15,95        |             |             |
|                          | Clément Galante          | CNIP                     | REC                      | 1 818        | 5,11         |             |             |
|                          | Hervé Hocquet            | DLF (UPF)                | DSV                      | 758          | 2,13         |             |             |
|                          | Diane Bousset            | LO                       | DXG                      | 429          | 1,21         |             |             |
|                          |                          |                          |                          |              |              |             |             |
| Votes valides            | Votes valides            | Votes valides            | Votes valides            | 35 558       | 97,97        | 33 253      | 93,99       |
| Votes blancs             | Votes blancs             | Votes blancs             | Votes blancs             | 573          | 1,58         | 1 683       | 4,76        |
| Votes nuls               | Votes nuls               | Votes nuls               | Votes nuls               | 165          | 0,45         | 443         | 1,25        |
| Total                    | Total                    | Total                    | Total                    | 36 296       | 100          | 35 379      | 100         |
| Abstention               | Abstention               | Abstention               | Abstention               | 53 192       | 59,44        | 54 120      | 60,47       |
| Inscrits / participation | Inscrits / participation | Inscrits / participation | Inscrits / participation | 89 488       | 40,56        | 89 499      | 39,53       |

#### Huitième circonscription
Député sortant : Brahim Hammouche (Mouvement démocrate).
| Candidat                 | Candidat                 | Parti et coalition       | Nuance                   | Premier tour | Premier tour | Second tour | Second tour |
| Candidat                 | Candidat                 | Parti et coalition       | Nuance                   | Voix         | %            | Voix        | %           |
| ------------------------ | ------------------------ | ------------------------ | ------------------------ | ------------ | ------------ | ----------- | ----------- |
|                          | Laurent Jacobelli        | RN                       | RN                       | 11 167       | 35,18        | 15 176      | 52,43       |
|                          | Céline Léger             | LFI (NUPES)              | NUP                      | 8 750        | 27,57        | 13 770      | 47,57       |
|                          | Brahim Hammouche         | MoDem (ENS)              | ENS                      | 7 455        | 23,49        |             |             |
|                          | Sébastien André          | REC                      | REC                      | 1 159        | 3,65         |             |             |
|                          | Raphaëlle Rosa           | LR (UDC)                 | LR                       | 1 120        | 3,53         |             |             |
|                          | Claire David             | DLF (UPF)                | DSV                      | 573          | 1,81         |             |             |
|                          | Chariya Oum              | PA                       | ECO                      | 544          | 1,71         |             |             |
|                          | Annick Jolivet           | LO                       | DXG                      | 496          | 1,56         |             |             |
|                          | Anne-Catherine Levecque  | POID                     | DXG                      | 479          | 1,51         |             |             |
|                          |                          |                          |                          |              |              |             |             |
| Votes valides            | Votes valides            | Votes valides            | Votes valides            | 31 743       | 97,71        | 28 946      | 90,64       |
| Votes blancs             | Votes blancs             | Votes blancs             | Votes blancs             | 577          | 1,78         | 2 370       | 7,42        |
| Votes nuls               | Votes nuls               | Votes nuls               | Votes nuls               | 168          | 0,52         | 620         | 1,94        |
| Total                    | Total                    | Total                    | Total                    | 32 488       | 100          | 31 936      | 100         |
| Abstention               | Abstention               | Abstention               | Abstention               | 58 672       | 64,36        | 59 273      | 64,99       |
| Inscrits / participation | Inscrits / participation | Inscrits / participation | Inscrits / participation | 91 160       | 35,64        | 91 209      | 35,01       |

#### Neuvième circonscription
Députée sortante : Isabelle Rauch (La République en marche). Elle rallie Horizons pendant la campagne électorale.
| Candidat                 | Candidat                 | Parti et coalition       | Nuance                   | Premier tour | Premier tour | Second tour | Second tour |
| Candidat                 | Candidat                 | Parti et coalition       | Nuance                   | Voix         | %            | Voix        | %           |
| ------------------------ | ------------------------ | ------------------------ | ------------------------ | ------------ | ------------ | ----------- | ----------- |
|                          | Isabelle Rauch           | H (ENS)                  | ENS                      | 13 406       | 32,56        | 20 048      | 55,03       |
|                          | Brigitte Vaïsse          | PS (NUPES)               | NUP                      | 9 126        | 22,16        | 16 386      | 44,97       |
|                          | Stéphane Reichling       | RN                       | RN                       | 8 918        | 21,66        |             |             |
|                          | Lucas Grandjean          | LR (UDC)                 | LR                       | 2 798        | 6,80         |             |             |
|                          | Lionel Bieder            | SE                       | DVD                      | 1 578        | 3,83         |             |             |
|                          | Yan Rutili               | LRDG (FGR)               | RDG                      | 1 435        | 3,49         |             |             |
|                          | Aurélie Wallian          | REC                      | REC                      | 1 336        | 3,24         |             |             |
|                          | Marlène Mellinger        | LP (UPF)                 | DSV                      | 796          | 1,93         |             |             |
|                          | Laurène Bey              | PA                       | ECO                      | 760          | 1,85         |             |             |
|                          | Fred Engel               | EPL                      | DIV                      | 424          | 1,03         |             |             |
|                          | Guy Maurhofer            | LO                       | DXG                      | 424          | 1,03         |             |             |
|                          | Françoise Werckmann      | PL (PU)                  | ECO                      | 173          | 0,42         |             |             |
|                          |                          |                          |                          |              |              |             |             |
| Votes valides            | Votes valides            | Votes valides            | Votes valides            | 41 174       | 97,66        | 36 434      | 92,08       |
| Votes blancs             | Votes blancs             | Votes blancs             | Votes blancs             | 759          | 1,80         | 2 416       | 6,11        |
| Votes nuls               | Votes nuls               | Votes nuls               | Votes nuls               | 229          | 0,54         | 719         | 1,82        |
| Total                    | Total                    | Total                    | Total                    | 42 162       | 100          | 39 569      | 100         |
| Abstention               | Abstention               | Abstention               | Abstention               | 59 533       | 58,54        | 62 137      | 61,09       |
| Inscrits / participation | Inscrits / participation | Inscrits / participation | Inscrits / participation | 101 695      | 41,46        | 101 706     | 38,91       |